# الن نیلسن
الن نیلسن (انگلیسی: Allan Nielsen؛ زادهٔ ۱۳ مارس ۱۹۷۱) یک بازیکن فوتبال اهل دانمارک است.
از باشگاه‌هایی که در آن بازی کرده‌است می‌توان به بایرن مونیخ، واتفورد، تاتنهام هاتسپر، ولورهمپتون واندرز، باشگاه فوتبال سیون و باشگاه فوتبال کپنهاگن اشاره کرد.
وی همچنین در تیم ملی فوتبال دانمارک بازی کرده‌است.